# Белые ночи (фильм, 1957)
«Бе́лые но́чи» (итал. Le notti bianche) — мелодрама итальянского киноклассика Лукино Висконти, снятая по одноимённому «сентиментальному роману» Фёдора Михайловича Достоевского. Главные роли в картине исполнили Марчелло Мастроянни и Мария Шелл. Премия «Серебряный лев» за лучшую режиссуру Венецианского кинофестиваля 1957 года.

## История создания и показы
Висконти внёс существенные изменения в сюжет «Белых ночей» по сравнению с оригиналом. Помимо того, что место действие перенесено в итальянский город Ливорно и изменено имя главной героини, на первый план оказался выдвинутым и инфернальный пожилой возлюбленный главной героини, роль которого исполнил Жан Маре. Эффект белых ночей, природно невозможных для Италии, достигается благодаря выпавшему белому снегу, окрасившему чёрную итальянскую ночь и приносящему радость героям.
Ливорно Висконти выстроил в виде декораций на студии «Чинечитта», ничего подобного ранее он не делал в своей карьере. Так, иллюзию тумана над Ливорно неудачно пытаются создать тюлевые занавески, что, однако, является задумкой режиссёра, стремившегося создать в своей картине атмосферу искусственного мира.
«Белые ночи» участвовали в конкурсной программе 18-го Венецианского кинофестиваля, где были удостоены «Серебряного льва», уступив «Золотого льва» «Непокорённому» бенгальского режиссёра Сатьяджита Рая. Создатели и актёры «Белых ночей» сочли этот результат провалом, так, Марчелло Мастроянни, сетовал на то, что он, видимо, бездарен и ему остаётся разве, что играть одних таксистов. Впоследствии он воспринимал свою работу в «Белых ночах», как открывшую ему путь к интересным и объёмным ролям в будущем.
При показе первых кадров «Белых ночей» звучит музыка из оперы «Севильский цирюльник» (Висконти традиционно включал оперные отрывки в самое начало своих картин). В качестве же основного композитора «Белых ночей» выступил Нино Рота, сотрудничавший с Висконти также в его картинах «Рокко и его братья» (1960) и «Леопард» (1963).
По наблюдению исследователя Олега Лекманова «Белые ночи» Висконти напрямую перекликаются с другой экранизацией Достоевского — «Идиотом» японского кинорежиссёра Акиры Куросавы, снятым в 1951 году. Такой отсылкой служит, например, эпизод, в котором герой Мастроянни обжигает руку от горящей спички, когда читает письмо.

## Сюжет
Действие фильма перенесено в послевоенную Италию. Одинокий мужчина Марио (Марчелло Мастроянни) ночь за ночью встречается на улицах Ливорно с девушкой Натальей (Мария Шелл), которая ждёт своего возлюбленного (Жан Маре), исчезнувшего год назад, но обещавшего вернуться.

## В ролях
- Мария Шелл — Наталья
- Марчелло Мастроянни — Марио
- Жан Маре — квартиросъёмщик
- Марчелла Ровена — хозяйка пансиона
- Мария Дзаноли — служанка
- Клара Каламаи — проститутка

## Критика
Киновед Андрей Плахов проводит параллели между «Белыми ночами» Висконти и «Ночами Кабирии» Федерико Феллини, сравнивая их главных героинь, исполненных соответственно актрисами Джульеттой Мазиной и Марией Шелл, отмечая общую для них впечатлительность и конфликт между их мечтами и реальностью.
Ольга Касьянова на странице издания «Искусство кино» утверждает, что «Белые ночи» Висконти принято относить к одной из лучших экранизаций произведений Достоевского в мировом кино. Она выделяет образ города в фильме, представляющего собой что-то среднее между Петербургом и Венецией, и похожий переход в фильме от русского реализма литературы Достоевского к неореализму кинематографическому.

## Награды и номинации

### Награды
- 1957 — Венецианский кинофестиваль
  - «Серебряный лев» — Лукино Висконти
- 1958 — Премия Итальянского союза киножурналистов
  - Лучший актер — Марчелло Мастроянни
  - Лучшая работа художника — Марио Кьяри, Марио Гарбулья
  - Лучшая музыка — Нино Рота

### Номинации
- 1957 — Венецианский кинофестиваль
  - «Золотой лев» — Лукино Висконти